# Apostolska nunciatura v Bangladešu
Apostolska nunciatura v Bangladešu je diplomatsko prestavništvo (veleposlaništvo) Svetega sedeža v Bangladešu, ki ima sedež v Daki.
Trenutni apostolski nuncij je Joseph Salvador Marino.

## Seznam apostolskih nuncijev
- Edward Idris Cassidy (31. januar 1973–25. marec 1979)
- Luigi Accogli (6. julij 1979–17. junij 1988)
- Piero Biggio (10. december 1988–23. april 1992)
- Adriano Bernardini (20. avgust 1992–15. junij 1996)
- Edward Joseph Adams (24. avgust 1996–22. avgust 2002)
- Paul Tschang In-Nam (19. oktober 2002–27. avgust 2007)
- Joseph Salvador Marino (12. januar 2008–danes)